# Dhal (Sindhi-Buchstabe)
Dhal (Sindhi: ڌال dhāl; ڌ) ist der 19. Buchstabe des erweiterten arabischen Alphabets des Sindhi. Dhal besteht aus einem Dal (د) mit zwei übergesetzten Punkten nebeneinander.
In der arabischen Schrift des Sindhi steht Dhal für den aspirierten stimmhaften alveolaren Plosiv [dʰ]. Das Äquivalent zum Dhal ist im Devanagari des Sindhi das Zeichen ध, in lateinischen Umschriften wird Dhal meist mit dh wiedergegeben.
Das Zeichen ist im Unicodeblock Arabisch als Dahal am Codepunkt U+068C und im Unicodeblock Arabische Präsentationsformen-A an den Codepunkten U+FB84 und U+FB85 kodiert.
| Unicode-Codepoint | Unicode-Name                      | Zeichen |
| ----------------- | --------------------------------- | ------- |
| U+068C            | ARABIC LETTER DAHAL               | ڌ       |
| U+FB84            | ARABIC LETTER DAHAL ISOLATED FORM | ﮄ       |
| U+FB85            | ARABIC LETTER DAHAL FINAL FORM    | ﮅ       |